# Tilburg
Tilburg es un municipio y una ciudad situada en la provincia de Brabante Septentrional, en el sur de los Países Bajos. El municipio incluye además de a la ciudad a los pueblos aledaños de Berkel-Enschot y Udenhout. Con una población de 201 259 habitantes en 2007, es la sexta ciudad más poblada de los Países Bajos, y la segunda del Brabante Septentrional, solo por detrás de Eindhoven.

## Toponimia
El topónimo en neerlandés es Tilburg (AFI: [ˈtɪlbɵr(ə)x]ⓘ). En diccionarios en español se puede encontrar a la ciudad referida como Tilburgo, Tilburg y Tilbourg.

## Historia
Las primeras referencias históricas de Tilburg hablan de cuando esta localidad fue nombrada Señorío en el siglo XIV. El señorío adquirió el nombre de "Tilburg y Goirle", y se extendía por lo que hoy son estas dos localidades. Un siglo más tarde, Jan van Haestrecht señor de Tilburg, construiría uno de los signos de identidad de la ciudad, el castillo de Tilburg. Este castillo aparece como escudo de armas de la ciudad.
En 1858 el susodicho castillo fue derribado para construir una fábrica. 

## Guillermo II
El rey Guillermo II (1792-1849) sintió una especial predilección por la ciudad, en la que solía pasar largas temporadas alejado del bullicio de La Haya. Fue un gran benefactor de la ciudad, mejorando la industria textil, construyendo numerosas granjas y aportando financiación al ayuntamiento. Comenzó la construcción del palacio de Tilburg, que pensaba utilizar como residencia, pero que nunca llegó a utilizar, ya que moriría pocos años antes de su terminación.
El palacio de Tilburg es hoy parte del ayuntamiento.

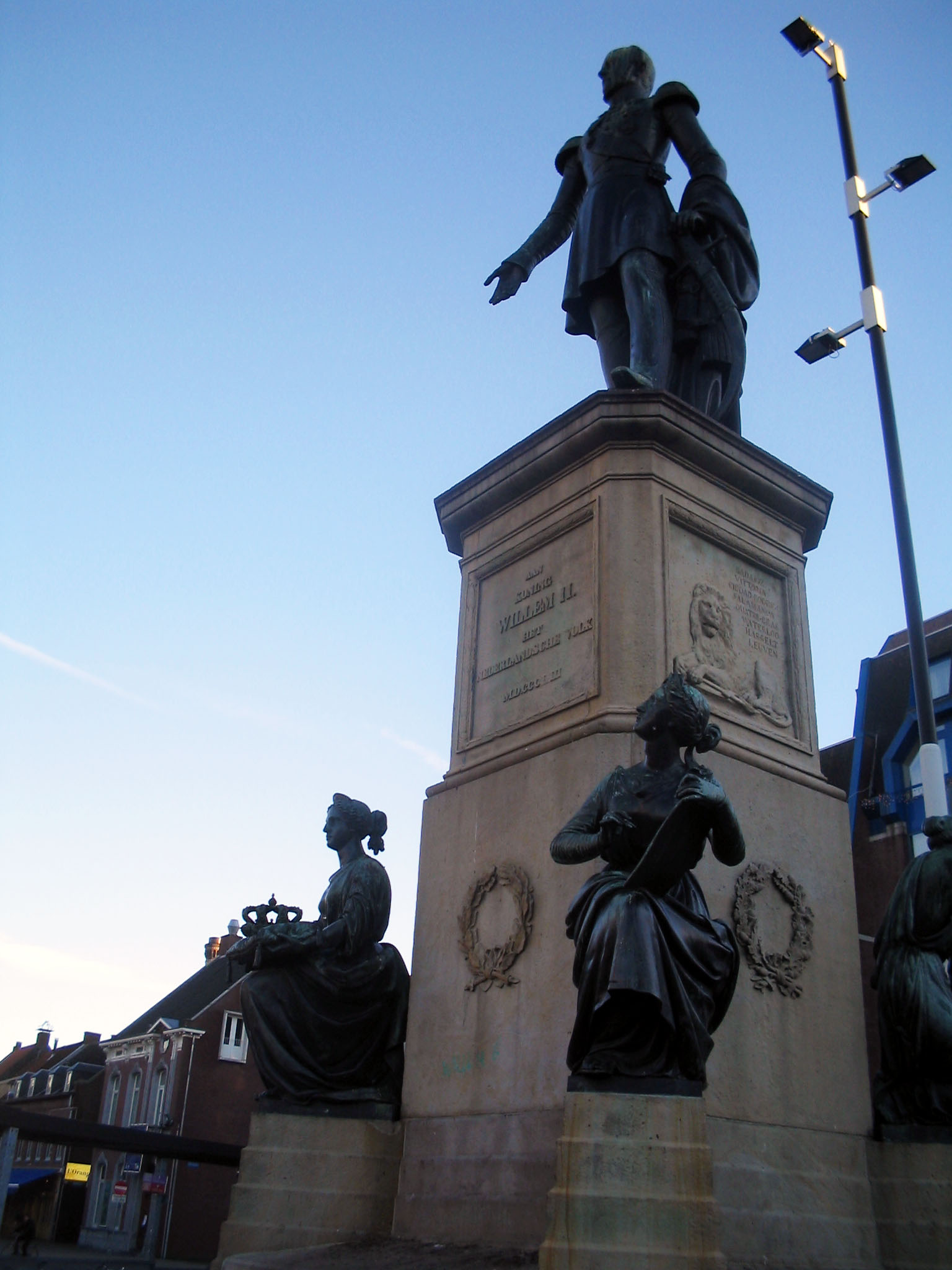
Estatua de Guillermo II en Tilburg.

El equipo de fútbol de Tilburg, uno de los equipos pequeños/medianos de la primera división neerlandesa, toma el nombre de “Willem II” (neerlandés: Guillermo II) en honor al rey.

## Autoridades
- Alcalde: Peter Noordanus (PvdA)

## Economía textil
Tilburg probablemente surgió en torno a uno de los lugares de reunión del ganado lanar. La forma triangular de algunas de sus plazas históricas (por ejemplo, Heuvel) revela su pasado como cruce de caminos ganaderos.
La producción de lana, principal fuente de ingresos de los ganaderos de Tilburg, propició la aparición de telares manuales, que en el siglo XVII llegaron a ser más de 300.
En torno al siglo XVIII se introdujo el molino de viento en los telares, mejora que amplió considerablemente la producción de la ciudad. En 1881, Tilburg contaba con 145 para la producción de lana.
La ciudad se mantuvo como la capital de la lana de los Países Bajos hasta el colapso de los años 1960, tras el cual la ciudad reconvirtió su tejido industrial, diversificándolo de manera considerable.
En 2012 se instaló la planta de ensamblaje de Tesla en Tilburg

## Educación
|  | Universidad            | Fundación | Acrónimo | Tipo                         |
|  | ---------------------- | --------- | -------- | ---------------------------- |
|  | Universidad de Tilburg | 1927      | TiU      | Universidad pública católica |

La universidad es considerada por muchos la mejor de los Países Bajos en Economía y Derecho. En el campo de economía y administración de empresas, es considerada por la Asociación Económica Europea como la mejor universidad de Europa

## Deportes
| Equipo            | Deporte | Competición | Estadio           | Creación |
| ----------------- | ------- | ----------- | ----------------- | -------- |
| Willem II Tilburg | Fútbol  | Eredivisie  | Willem II Stadion | 1896     |

## Instituciones de Tilburg

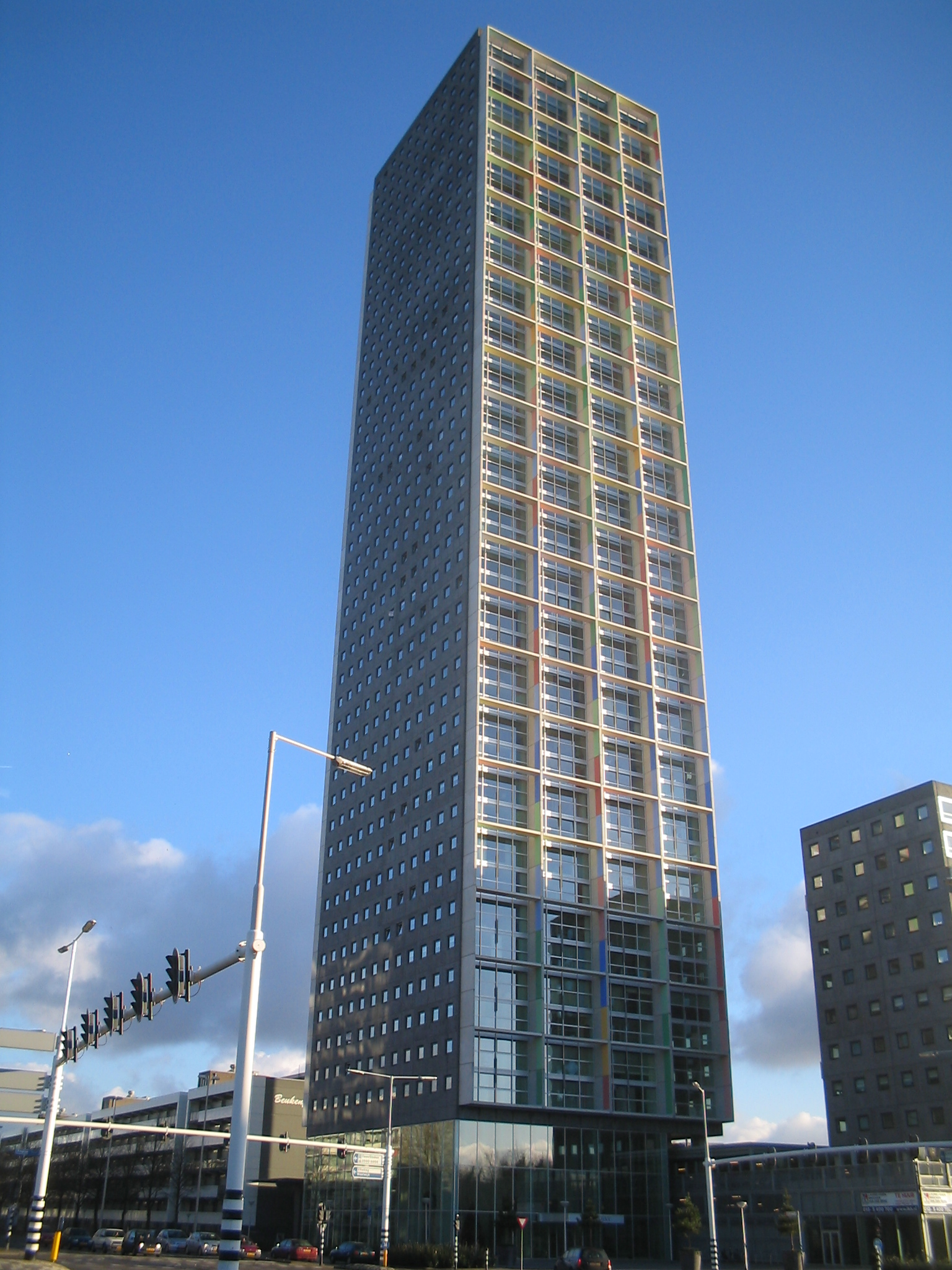
Torre Westpoint

- El museo de arte moderno De Pont tiene su localización en Tilburg.
- De Efteling, el mayor y más famoso parque temático de los Países Bajos está a 10 km del centro de Tilburg.
- Interpolis, importante grupo asegurador asociado a Rabobank tiene su sede en Tilburg.
- El Museo Textil de los Países Bajos (Nederlands Textielmuseum) se localiza en Tilburg.
- La academia de rock (rockacademie), la mayor de los Países Bajos está cerca del centro de la ciudad. De esta academia han salido algunas figuras prominentes del rock neerlandés contemporáneo.
- La torre Westpoint se alza como un coloso cerca de la estación central de Tilburg. Con sus 140 metros, es el tercer edificio más alto de los Países Bajos, el más alto de carácter residencial. Fue completado en 2004.

## Hermanamientos
- Lublin (Polonia)
- Matagalpa (Nicaragua)
- Minamiashigara (Japón)
- Zemun (Serbia)